# Видинска книжовна школа
Видинската книжовна школа от втората половина на XIV век се развива с обособяването и укрепването на Видинското царство със столица Видин при цар Иван Срацимир.
Най-силно влияние върху школата оказва Търновската книжовна школа, доколкото Видинското царство е отделено от Търновското царство, а неговият цар Иван Срацимир е син на търновския цар Иван Александър и с него съцар за кратко на Търновското царство.
В книжовното средище са съставени т. нар. Видинско евангелие (1354) и Бдински сборник (1360), с жития на светци, преписват се богослужебни и други книги.
В края на века с града и книжовната школа се свързва името на Йоасаф Бдински, който по молба на видинския цар е ръкоположен в Константинопол за видински митрополит през 1392 г. Той е автор на „Похвално слово за пренасяне на мощите на света Филотея от Търново във Видин“, в което дава ценни исторически сведения за положението на българския народ в края на XIV век – падането на Търново и първите години на османското господство.